# Vilayet de Mossoul
1878–1918
Entités suivantes :
- Mandat britannique de Mésopotamie

Le vilayet de Mossoul (en turc ottoman : ولايت موصل, Vilâyet-i Musul) était une division administrative de premier niveau de l'Empire ottoman. Il a été créé à partir des sandjaks du nord de vilayet de Bagdad en 1878.
Après la première guerre mondiale et la dislocation de l’empire ottoman, le vilayet de Mossoul est convoité par la Turquie et le Royaume-Uni, notamment pour ses richesses pétrolières. La société des nations, chargée d'arbitrer le conflit, met sur pied une commission d’enquête qui parvient à la conclusion que la population souhaite la création d'un État kurde indépendant. La SDN décide néanmoins de satisfaire les revendications britanniques et annonce, en décembre 1925, la rattachement de la province de Mossoul à l'Irak, pays placé sous la tutelle de Londres.
En contrepartie de leur soutien à cette annexion, les États-Unis et la France, reçurent chacun 23,75 % des actions de la compagnie Iraq Petroleum. La SDN promis par ailleurs la création d'une administration autonome kurde, mais cette promesse ne fut jamais honorée et les révoltes visant à exiger son respect furent écrasées par l'aviation britannique.